# Podatak, informacija, znanje, mudrost
T. S. Eliot je anticipirao raspravu koja se nastavila od njegovih pjesničkih redova. Pored toga je u odnosu mudrosti sa znanjem i znanja s informacijom on predložio niz, hijerarhiju, izričite veze između svakog od tih koncepata. Ova hijerarhija također pokazuje da jedan koncept može utjecati na drugi, a može čak biti i promijenjen u drugi.

## Podatak
Riječ podatak potječe od mn. lat. datum što znači dio informacije. Podatak je jednostavna neobrađena izolirana misaona činjenica koja ima neko značenje. Podaci (eng. Data) su znakovni prikaz činjenica i pojmova koji opisuju svojstva objekata i njihovih odnosa u prostoru i vremenu. Podatak je nematerijalne prirode, on jednostavno postoji u našim mislima i nema značenje unutar ili izvan svog postojanja ili o samom sebi pa se pridružuje značenju kojim opisujemo svojstva objekata. Može postojati u bilo kojem obliku bio upotrebljiv ili ne. Oblici podataka su zvučni, slikovni, brojčani i tekstualni. Bilježe se na njima sukladne načine. Struktura podatka je apstraktna i čine ju: značenje (naziv i opis značenja određenog svojstva), vrijednost (mjera i iznos) i vrijeme. Podaci u kontekstu i kombinirani unutar strukture čine informaciju.

## Obrada podataka
Obrada podataka je proces pretvorbe podataka u informacije. Da bi podatak postao informacija mora imati značenje novosti za primatelja, odnosno mora utjecati na povećanje razine znanja primatelja. Provođenje različitih postupaka: računskih (zbrajanje, oduzimanje...) i logičkih (usporedba, manji, veći...).

## Informacija
Riječ informacija potječe od lat. Informare što znači informiranje, obavještavanje. Informacija (eng. Information) je rezultat analize i organizacije podataka na način da daje novo znanje primatelju. Informacija je raznolikost poruka od pošiljatelja do primatelja. Ona postaje znanje kad je interpretirana, odnosno stavljena u kontekst ili kad joj je dodano značenje. Informaciju čine podaci kojima je dano značenje putem relacijskih veza, odnosno organizirani podaci koji su uređeni za bolje shvaćanje i razumijevanje. Značenje informacije može biti korisno, ali i ne mora.

## Znanje
Znanje je odgovarajuća zbirka informacija kojoj je namjera da bude korisna. Znanje čine organizirane informacije koje se mogu koristiti za stvaranje novih značenja i podataka. Znanje je ljudska sposobnost poduzeti učinkovite postupke u raznolikim i neizvjesnim situacijama. Znanje je predodređen proces. Kada netko memorira informacije tada on skuplja, odnosno gomila znanje. To znanje ima korisno značenje njemu, ali ne osigurava samo po sebi uklapanje, odnosno integraciju kao što bi rezultiralo ili zaključilo daljnje znanje. Npr., djeca u Osnovnoj školi mogu odgovoriti da je 2+2=4 jer imaju usvojeno to znanje, ali ne mogu odgovoriti koliko je 1267 x 300 jer bi to zahtijevalo pohranjena dodatna znanja koja bi morala biti obuhvaćena razumijevanjem.
Znanje čine činjenice koje postoje unutar psihičke strukture koju svijest može obraditi. Ljudski um koristi to znanje za biranje između mogućnosti, a time reagiranje i ponašanje postaje inteligentnije. Kada vrijednosti i obveze vode inteligentno ponašanje, ono je zapravo temeljeno na mudrosti. Mudrost je imanje iskustva, znanja, razumijevanja uz moć primjenjivanja sveg troje s razboritošću, praktičnošću, diskretnošću i zdravim razumom, odnosno mudrost je sposobnost donošenja ispravnih odluka.

## DIKW
DIKW (Data, Information, Knowledge, Wisdom) je prijedlog strukturiranja podataka, informacija, znanja i mudrosti u jednu informacijsku hijerarhiju gdje svaka razina dodaje određena svojstva iznad i ispod one prethodne. Podatak je najosnovnija razina, informacija dodaje kontekst, znanje dodaje kako ga upotrijebiti, a mudrost dodaje kada i zašto ga upotrijebiti.
DIKW model se temelji na pretpostavljanju sljedećeg niza postupaka: podatak dolazi u obliku neobrađenih zapažanja i dimenzija, informacija se oblikuje analiziranjem veza i odnosa između podataka, znanje se oblikuje koristeći informaciju za djelovanje, mudrost se oblikuje kroz upotrebu znanja, kroz komunikaciju korisnika znanja i kroz razmišljanja. Općenita je misao da je podatak manji od informacije, a informacija je manja od znanja, odnosno, da bi se kreirala informacija potreban je podatak i samo kada postoji informacija znanje može izaći na vidjelo. 
Dijagrami ispod pokazuju dva pogleda DIKW hijerarhije. Prvi prikazuje linearni niz, a drugi piramidu znanja.
Sadržaj ljudskog uma (prema Russellu Ackoffu) čine: podatak, informacija, znanje, razumijevanje (spoznajni i analitički proces koji odgovara na pitanje zašto) i mudrost. Ackoff pritom upozorava da se prve četiri kategorije odnose na prošlost i bave se onim što je bilo ili onim što je poznato. Samo se peta kategorija, mudrost, bavi budućim vremenom jer sadržava maštovitost, pronicljivost i kreativnost. Do mudrosti se ne dolazi lagano i jednostavno, najprije se mora uspješno proći kroz sve prethodne kategorije. S pomoću razumijevanja se može postojećim znanje stvarati novo, odnosno, ljudi koji imaju razumijevanje mogu poduzimati korisne aktivnosti zato što mogu sastaviti novo znanje ili barem nove informacije na temelju već postojećeg znanja. Razlika između znanja i razumijevanja je kao i između učenja i memoriranja. 
Iako su naše koncepcije podatka, informacije i znanja napredovale tijekom vremena u potpunosti je jasno da je T. S. Eliot bio sposoban da se bavi time i definira neke vrlo ozbiljne odnose koji su nastavili utirati put našem današnjem poimanju svijeta. Ono što možemo izvesti kao zaključak iz ovog teksta, a ujedno i povezati s modernim načinom života jest sljedeće: Znanje je rezultat učenja. Povećanje razine znanja dovodi do boljeg odlučivanja. Nove tehnologije dovode do ubrzanja i sve većih količina podataka i informacija. 